# روس 248
روس 248 ، المعروف أيضًا باسم HH Andromedae أو Gliese 905 ، هو نجم صغير يبعد حوالي 10.30 سنة ضوئية (3.16 فخ) ضوئية من الأرض في الكوكبة الشمالية من أندروميدا . على الرغم من قربها ، إلا أنها قاتمة للغاية بحيث لا يمكن رؤيتها بالعين المجردة. تم فهرستها لأول مرة من قبل فرانك إلمور روس في عام 1926 بقائمته الثانية من نجوم الحركة المناسبة. على أساس أنها تحتل المرتبة 261 في قاعدة بيانات SIMBAD . كانت قاتمة للغاية بحيث لا يمكن تضمينها في مسح Hipparcos . في غضون 40 ألف عام تقريبًا، سيمر فوييجر 2 1.7 سنة ضوئية (9.7 تريليون ميل) بالقرب من النجم.
في غضون الثمانين ألف سنة القادمة، من المتوقع أن يكون روس 248 أقرب نجم للشمس لفترة وجيزة، متجاوزًا أقرب نجم حاليًّا، وهو النظام الثلاثي ألفا سنتوري .

## الصفات
هذا النجم لديه حوالي 12٪ من كتلة الشمس و 16٪ من نصف قطر الشمس ، ولكن فقط 0.2٪ من لمعان الشمس . لديه تصنيف ممتاز من M6 V ، مما يشير إلى أنه نوع من نجوم التسلسل الرئيسي المعروف باسم القزم الأحمر. هذا نجم نشط كروموسفيرى بمعنى أنه يبدي ألوانا . مع وجود احتمالية عالية يبدو أن هناك دورة طويلة الأجل من التباين خلال فترات كل 4.2 سنوات. يتسبب هذا التباين في أن يتراوح القدر الظاهري للنجم من 12.23 إلى 12.34. في عام 1950 ، أصبح هذا النجم أول نجم له اختلاف طفيف في الحجم يُعزى إلى البقع الموجودة على غلافه الضوئي أثناء دورانه، وهي فئة تُعرف باسم متغيرات BY Draconis .
دراسة الحركة الصحيحة لـ Ross 248 لم يعثر على أي دليل على وجود قزم بني أو رفيق نجمي يدور بين 100-1400 AU ، وقد تمت محاولات بحوث أخرى غير ناجحة باستخدام كل من تلسكوب هابل الفضائي الكاميرا الكوكبية واسعة المجال وبواسطة قياس التداخل في بقعة الأشعة تحت الحمراء القريبة. تظهر الملشاهدات طويلة المدى التي أجراها مرصد سبرول عدم وجود اضطرابات فلكية من قبل أي رفيق غير مرئي.

## المسافة بينه إلى الشمس

مسافات أقرب النجوم من 20.000 سنة مضت وحتى 80.000 سنة في المستقبل

مكونات السرعة الفضائية لهذا النجم في نظام إحداثيات المجرة هي [U, V, W] = [ –32.9 ± 0.7 ، –74.3 ± 1.3 ، 0.0 ± 1.4 ] km / s. مسار روس 248 سيجعله أقرب إلى النظام الشمسي. في عام 1993 توقع ماثيوز أنه في غضون 33.000 عام سيدخل فترة تبلغ حوالي 9.000 سنة كأقرب نجم إلى الشمس، في حدود 3.024 سنة ضوئية (0.927 فخ) بعد 36000 سنة.
أي مركبة فضائية مستقبلية هربت من النظام الشمسي بسرعة 25.4 كم / ث سيصل إلى هذا النجم بعد 37.000 سنة من الآن، عندما يمر النجم بأقرب نقطة له. وبالمقارنة، فإن سرعة هروب فوييجر 1 تبلغ 16.6 كم / ثانية.

أقرب جيران نجمي لروس 248 هما Groombridge 34 ، على بعد 1.8 سنة ضوئية، و Kruger 60 ، على 4.5 سنة ضوئية. 

## حقل النجم

محاولة تخيل فنان للكوكب الخارجي الافتراضي والقمر الخارجي والمذنب الذي يدور حول روس 248

يقع Ross 248 على طول خط الرؤية تقريبًا للنجم PLX 5735 ولكنه غير مرتبط به ماديًا.
| اسم                      | PLX 5735     |
| الصعود الصحيح            | 23سا 41د 54ث |
| الانحراف                 | +44° 14′ 00″ |
| القدر الظاهري (V)        | 12.6         |
| النوع الطيفي             | A5           |
| المنظر النجمي المطلق     | 0.7846       |
| المسافة بالسنوات الضوئية | 4200         |
| مراجع قاعدة البيانات     | سمباد        |

## روابط خارجية
- "Ross 248". Sol Station. مؤرشف من الأصل في 2023-06-02.
- SolStation.com: Ross 248
- Image HH Andromedae

قالب:Nearest systems